# Siphonodictyon
Siphonodictyon är ett släkte av svampdjur. Siphonodictyon ingår i familjen Niphatidae.
Släktet innehåller bara arten Siphonodictyon labyrinthica.